# Gustáv Kazimír Zechenter-Laskomerský
Gustáv Kazimír Zechenter-Laskomerský (ur. 4 marca 1824 w Bańskiej Bystrzycy, zm. 20 sierpnia 1908 w Kremnicy) – słowacki pisarz, popularyzator nauki, przyrodnik i mineralog, lekarz z wykształcenia. W II połowie XIX w. był popularnym prozaikiem  i klasykiem słowackiego humoru.

## Życiorys
Ojciec Gustawa, Ignac Zechenter, urodzony również w Bańskiej Bystrzycy w 1772 roku, służył w wojsku austriackim, potem ukończył studia w Bańskiej Bystrzycy i został dyrektorem huty w Ponikach. W 1807 roku, będąc urzędnikiem górniczym w Moštenicy, ożenił się z Katarzyną Aschner (urodzoną w 1784 r. w Kremnicy), która pochodziła ze słowackiej rodziny nauczycieli. Ojciec Gustawa zmarł w 1842 r., a matka w 1863.
Gustaw był najmłodszym z rodzeństwa. Ukończył 6-letnie gimnazjum, po czym rozpoczął studia filozoficzne w Vácu, a następnie w Peszcie. Po śmierci ojca, matka przeniosła się do Radoboja w Chorwacji, gdzie żyła siostra Ignaca, Stefania z mężem Karolem Roesnerem. Ten umożliwił Gustawowi Zechenterowi dalsze studia medycyny w Wiedniu, w czasie których utrzymywał się dając lekcje.
W 1848 roku wybrał się do siostry do Radoboja, gdzie poznał się z wiedeńskim botanikiem i paleontologiem prof. Ungerem, który rozbudził jego zainteresowania tymi dziedzinami wiedzy. W czasie rewolucji w 1848 r. wykorzystał swoje medyczne wiadomości przy opatrywaniu rannych, a następnie zaprzyjaźnił się z rewolucjonistami Lajosa Kossutha. Został członkiem legionu akademickiego, a w końcu jego porucznikiem. Brał udział w bitwach pod Budatinem i przy odsieczy pod Komarnem.
Po rewolucji powrócił do Wiednia, by ukończyć studia. 25 lutego 1850 r. otrzymał tytuł doktora medycyny. 23 lipca 1850 r. został lekarzem okręgowym w Bańskiej Bystrzycy. W maju 1856 roku ożenił się z dwudziestoletnią Marią Szakmayerową, z którą rozszedł się po roku. Przyjaciel Jan Čipka poznał go w maju 1857 roku z Emilią Grozerową (ur. 1835), w Bańskiej Bystrzycy, z którą wziął ślub 14 lutego 1858. Zamieszkali w Kremnicy, gdzie urodziło się im czworo dzieci: Bertika (ur. 1859), Mariška (ur. 1861), Olga ur. 1862) i Gustlik (ur. 1867). Po śmierci żony zmarłej na tyfus w 1872 roku, ożenił się ponownie z Emilą Kereszfalvy, która kształciła się w Nowym Sączu.
Gustaw miał liczne powiązania z Polską i polskością. Utrzymywał też liczne kontakty z rodziną Zechenterów mieszkającą w Polsce (w Galicji).
W Bańskiej Bystrzycy znajduje się poświęcony mu obelisk z tablicą. Podobne tablice pamiątkowe znajdują się na domu w którym się urodził w Bańskiej Bystrzycy i na domu w Kremnicy, w którym mieszkał i zmarł.

## Dorobek pisarski
W II połowie XIX w. był popularnym pisarzem słowackim i klasykiem słowackiego humoru. Większość dzieł wydawał pod pseudonimem Laskomerski (Laskomerský). Publikował liczne artykuły w wiedeńskich aktualnościach, w czasie rewolucji 1848 r., a następnie liczne powieści i humoreski, z których najbardziej znane są:
- Lipovianska maša. Rozprávka zo života ľudu slovenského z 1874 r.,
- Usmevy nad zivotom,
- Lietavice, (kilka wydań, ostatnie w 1950 r.),
- dramat Komédia bez zaľúbenia : alebo: Oklamaný klamar,
- Starý zaľúbenec (1863) i inne.

Napisał też pamiętniki z podróży do Chorwacji, do Bombaju, Aten, Carogrodu, do Włoch i z Tatr.
Najlepsze jego dzieła powstały w latach 70. XIX w.:
- Zozbierané žarty a rozmary, 1877 (drugie wydanie w 1907, trzecie 1922)
- Vlastný životopis jest źródłem historii rozwoju kultury i społeczeństwa Słowacji.

Swoje felietony, które sam określał jako humoreski, drukowane były w wyd. Orol. Szczegółowy wykaz wszystkich kilkudziesięciu jego dzieł zestawiony jest w Slovenskim Biograficzeskym Slovniku (Matica Slovenska Martin 1994 r.).
Jego Geologický opis elazničnej čiary od Jalnej po Štubňu zawiera opisy kilku słowackich jaskiń z geologicznego punktu widzenia. Na mapie geologicznej okolic Czeremoszu i Wielkiej Fatry określił starsze warstwy wulkaniczne Kremnickiego przedgórza.
Był popularyzatorem nauki i współzałożycielem organizacji "Matica slovenská", której podarował swoje zbiory przyrodnicze.